# Леа Сейду
Леа́ Сейду́ (фр. Léa Seydoux; нар. 1 липня 1985) — французька акторка і модель. П'ятиразова номінантка на премію «Сезар».

## Життєпис
Народилася 1 липня 1985 року в Парижі, у сім'ї кінобізнесмена Анрі Сейду та акторки Валері Шлюмберже. Її дід Жером Сейду (фр. Jérôme Seydoux), французький актор і голова французької кінокомпанії Pathé. А двоюрідний дідусь Ніколя Сейду керує іншою провідною кіностудією — Gaumont. Має рідну сестру Каміль Сейду (кіностилістка) і трьох зведених (сестер чи братів — невідомо).
Друзями родини були Мік Джаґер, Крістіан Лубутен, багато політиків і бізнесменів. Коли Сейду було три роки, її батьки розлучилися: батько жив у Парижі, а мати перебралася до Сенегалу і відкрила центр допомоги жінкам, що постраждали від насильства.
У 7 років пішла до приватної школи у Парижі, де брала уроки у театральній студії. Заняття давалися їй важко. З 14 років відчувала напади паніки і клаустрофобію, боялася натовпів, стала уникати транспорту. Робота з найкращими психологами Франції не допомагала, на відміну від театральних курсів у школі, на яких викладав її директор, Жан-Бернан Фетуссі. Там Сейду і вирішила стати акторкою. Невдовзі після школи вступила до театрального інституту.

## Акторська кар'єра
У 2005 році з'явилася у кліпі французького співака Рафаеля. Дебютувала в кіно у 2006 році у молодіжній комедії режисера Сільві Ейм «Дівчата зверху: Французький поцілунок».
У 2009 році за роль Джуні у фільмі «Прекрасна смоковниця» була номінована на премію «Сезар» як найперспективніша акторка.
У 2010 році зіграла Ізабеллу Ангулемську у фільмі «Робін Гуд» режисера Рідлі Скотта. У цьому ж році виконала невелику роль у фільмі «Опівночі в Парижі» режисера Вуді Аллена.
У 2011 році знялась у фільмі «Місія нездійсненна: Протокол «Фантом»». У 2013 році виконала головну роль у фільмі Абделатіфа Кешиша «Життя Адель», за яку була нагороджена «Золотою пальмовою гілкою» в Каннах.
У наступному році втілила Белль у фільмі-казці «Красуня і чудовисько». У 2015 році зіграла відразу в трьох фільмах: «Лобстер», «Щоденник покоївки» і у «007: Спектр», де втілила дівчину Бонда.
У січні 2016 року була нагороджена французьким орденом Мистецтв та літератури (кавалер).
Двічі грала головні ролі у драмах угорської режисерки Ільдіко Еньєді — «Історія моєї дружини» (2021) та «Безмовний друг» (2025).

## Модельна кар'єра
У 2011 році стала обличчям парфумів «Prada Candy» від Prada, а з 2012 року представляє нову лінію прикрас «Prada Resort 2012».
Сейду знімалася як модель у провідних світових фотографів, таких як Стівен Мейзел, Маріо Сорренті, Елен фон Унверт і Жан-Батист Мондіно для журналів: Vogue, L'Officiel, Another Magazine, Numero.
У 2015 році стала обличчям чоловічого журналу «Maxim». У 2016 році стала обличчям «Louis Vuitton».

## Фільмографія

### Фільми
| Рік  |   | Українська назва                       | Оригінальна назва                    | Роль                      |
| ---- | - | -------------------------------------- | ------------------------------------ | ------------------------- |
| 2006 | ф | Дівчата зверху: Французький поцілунок  | Mes copines                          | Аура                      |
| 2007 | ф | Таємна Коханка                         | Une vieille maîtresse                | Олівія                    |
| 2007 | ф | Французька вулиця, 13                  | 13 French Street                     | Дженні                    |
| 2008 | ф | На війні                               | De la guerre                         | Марі                      |
| 2008 | ф | Свята Клеманс                          | Les vacances de Clémence             | Джекі                     |
| 2008 | ф | Дівчата і ангели                       | Des poupées et des anges             | Жизель                    |
| 2008 | ф | Прекрасна смоковниця                   | La Belle Personne                    | Жуні                      |
| 2009 | ф | Лурд                                   | Lourdes                              | Марі                      |
| 2009 | ф | Ілюзії                                 | Des illusions                        | la fille du métro à Paris |
| 2009 | ф | Безславні виродки                      | Inglourious Basterds                 | Шарлотта                  |
| 2009 | ф | Точно на південь                       | Plein sud                            | Леа                       |
| 2010 | ф | Робін Гуд                              | Robin Hood                           | Ізабелла                  |
| 2010 | ф | Маленький кравець                      | Petit tailleur                       | Марі-Жулі                 |
| 2010 | ф | Без доказів                            | Sans laisser de traces               | Флер                      |
| 2010 | ф | Прекрасна заноза                       | Belle Épine                          | Пруденс Фрадман           |
| 2010 | ф | Лісабонські таємниці                   | Mistérios de Lisboa                  | Бланш де Монфор           |
| 2011 | ф | Роман моєї дружини                     | Le roman de ma femme                 | Єва                       |
| 2011 | ф | Час не стоїть на місці                 | Time Doesn't Stand Still             | Ель                       |
| 2011 | ф | Опівночі в Парижі                      | Midnight in Paris                    | продавчиня Габріель       |
| 2011 | ф | Місія нездійсненна: протокол «Фантом»  | Mission: Impossible — Ghost Protocol | Сабін Моро                |
| 2012 | ф | Прощавай, моя королево                 | Les Adieux à la reine                | Сідоні Лаборде            |
| 2012 | ф | Сестра                                 | L'Enfant d'en haut                   | Луїза                     |
| 2013 | ф | Життя Адель                            | La Vie d'Adèle                       | Емма                      |
| 2013 | ф | Гранд Централ. Атомне кохання          | Grand Central                        | Кароль                    |
| 2014 | ф | Готель «Гранд Будапешт»                | The Grand Budapest Hotel             | Клотильда                 |
| 2014 | ф | Святий Лоран. Страсті великого кутюр'є | Saint Laurent                        | Лулу де ла Фалез          |
| 2014 | ф | Красуня і чудовисько                   | La belle et la bête                  | Белль                     |
| 2015 | ф | Щоденник покоївки                      | Diary of a Chambermaid               | Селестіна                 |
| 2015 | ф | 007: Спектр                            | Spectre                              | Мадлен Свонн              |
| 2015 | ф | Лобстер                                | The Lobster                          | Лідер-одинак              |
| 2016 | ф | Це всього лиш кінець світу             | Juste la fin du monde                | Сюзанна                   |
| 2018 | ф | Зої                                    | Zoe                                  | Зоі                       |
| 2018 | ф | Курск                                  | Kursk                                | Таня                      |
| 2019 | ф | Oh Mercy!                              | Roubaix, une lumière                 | Клауд                     |
| 2021 | ф | Французький вісник                     | The French Dispatch                  | Сімона                    |
| 2021 | ф | Історія моєї дружини                   | The Story of My Wife                 | Ліззі                     |
| 2021 | ф | 007: Не час помирати                   | No Time to Die                       | доктор Мадлен Свон        |
| 2022 | ф | Злочини майбутнього                    | Crimes of the Future                 | Каприз                    |
| 2022 | ф |                                        | Un beau matin                        | Сандра Кінслер            |
| 2023 | ф | Звір                                   | La Bête                              | Габріель                  |
| 2024 | ф | Дюна: Частина друга                    | Dune: Part Two                       | Марго Фенрінг             |
| 2024 | ф | Другий акт                             | Le Deuxième Acte                     | Флоренс                   |
| 2025 | ф | Безмовний друг                         | Silent Friend                        | доктор Еліс Саваж         |

### Відеоігри
| Рік  | Назва                           | Роль    | Примітки                                |
| ---- | ------------------------------- | ------- | --------------------------------------- |
| 2019 | Death Stranding                 | Fragile | Озвучення, 3D-модель та захоплення руху |
| 2025 | Death Stranding 2: On the Beach | Fragile | Озвучення, 3D-модель та захоплення руху |